# Sideritis comosa
Sideritis comosa là một loài thực vật có hoa trong họ Hoa môi. Loài này được Stank. miêu tả khoa học đầu tiên.